# Pamela Burns-Balogh
Pamela Burns-Balogh (14 de enero de 1949) es una botánica estadounidense, especialista en orquídeas, y algóloga.
En 1973, obtuvo su M.Sc. por la Kent State, Botánica, con la tesis " “Palynology & ethnobotany of some archeologically important plants” (Palinología y etnobotánica de algunas plantas arqueológicamente importantes), y su doctorado por la Universidad de Maryland, con una tesis sobre A generic revision of Spiranthinae (Orchidaceae).
Publicó varios trabajos sobre sistemática y evolución de las orquídeas, con énfasis en la subtribu Spiranthinae.
Burns-Balogh entre otras cosas, ha contribuido al herbario de la Universidad de Carolina del Norte.

## Algunas publicaciones
- p. Burns-Balogh. 1982. Generic redefinition in subtribe Spiranthinae (Orchidaceae). Amer. J. Bot. 69: 1119–1132

- --------------------. 1983. A theory on the evolution of the exine in Orchidaceae. Am. J. of Bot. 70: 1304–1312

- --------------------. h. Robinson. 1983: Evolution and phylogeny of the Pelexia alliance (Orchidaceae: Spiranthoideae: Spiranthinae). Systematic Botany 8: 263-268

- ---------------------. v. Funk. 1984: Evolution of the monandrous Orchidaceae. 1. Characters of the subfamily Spiranthoideae. Canadian Orchid J. 2: 22-26

- ---------------------, h. Robinson, m.s. Foster. 1985. The capitate-flowered epiphytic Spiranthinae (Orchidaceae) and a new genus from Paraguay. Brittonia 37: 154-162

- ---------------------. 1986. A synopsis of Mexican Spiranthinae. Orquídea (Mex.) 10(1) 131–201

- ---------------------. 1986. Greenwoodia, a new genus from Mexico. Orquídea (Mex.) 10(1) 3–6

- ---------------------, v. Funk. 1986. A phylogenetic analysis of the Orchidaceae. Smithsonian Contributions to Botany 61. Smithsonian Institution, Washington, D.C. USA

- ---------------------, ----------------. 1986.A phylogenetic analysis of the Orchidaceae: a summary. Lindleyana 1: 131-139

- ---------------------. 1987. Scanning electron micrographs of orchid pollen/pollinaria. IDC Microform Publishers, Zug, Suiza

- ---------------------. 1988. Michaux Herbarium, Paris. Guía de la colección de microformas Nº 6211. Ed. IDC. 44 pp.

- ---------------------. 1988. Tournefort Herbarium, Paris. Guía de la colección de microformas Nº 6208. Ed. IDC, 88 pp.

- ---------------------. 1988. A monograph of the genus Deiregyne Schltr. (Orchidaceae). Orquídea (Mex.) 11 1–232

- ---------------------, p. Bernhardt. 1988. Floral evolution and phylogeny in the tribe Thelymitreae (Orchidaceae: Neottioideae). Pl. Syst. Evol. 159: 19-47

- ---------------------. 1989. Svenkoeltzia Burns-Balogh, eine neue Gattung aus Mexico. Die Orchidee 40: 11-16

- ---------------------. 1989. A Reference Guide to Orchidology. 155 pp. ISBN 3-87429-291-6

- ---------------------. 1991. Orchid Pollen/pollinaria. Ed. IDC. 31 pp.

- ---------------------. 1993. Candolle Herbarium, Jardin Botanique, Geneva. Ed. IDC, 285 pp.